# Little White Lies (Status Quo)
Little White Lies è un brano musicale della rock band inglese Status Quo, uscito come singolo nel giugno del 1999.

## Il brano
Scritta per intero dal cantante chitarrista Rick Parfitt (che impiega circa un anno per terminarla), è una delicata ballata soft sul tema delle piccole bugie nel rapporto di coppia ed è il frutto del pregevole incontro tra chitarre elettriche ed acustiche con cori suadenti e un ispirato ritornello.
Il singolo viene pubblicato in due diversi formati in ognuno dei quali è compresa anche una nuova versione di Pictures of Matchstick Men, il primo grande successo della band, targato 1968.
Il lavoro entra al n. 47 delle classifiche inglesi.

## Tracce
1. Little White Lies (Edit) - 3:50 - (Parfitt)
2. I Knew the Bride - 3:30 - (N. Lowe)
3. Pictures of Matchstick Men - 3:21 - (Rossi)

## Tracce CD 2 edizione limitata
1. Little White Lies - 4:21 - (Parfitt)
2. Pictures of Matchstick Men (1999) - 3:21 - (Rossi)
3. Driving to Glory - 3:42 - (Parfitt/Edwards)

## Formazione
- Francis Rossi – chitarra solista, voce
- Rick Parfitt – chitarra ritmica, voce
- Andy Bown – tastiera, chitarra, armonica a bocca, cori
- John "Rhino" Edwards – basso, voce
- Jeff Rich – percussioni